# Lyceum-The Circle Historic District

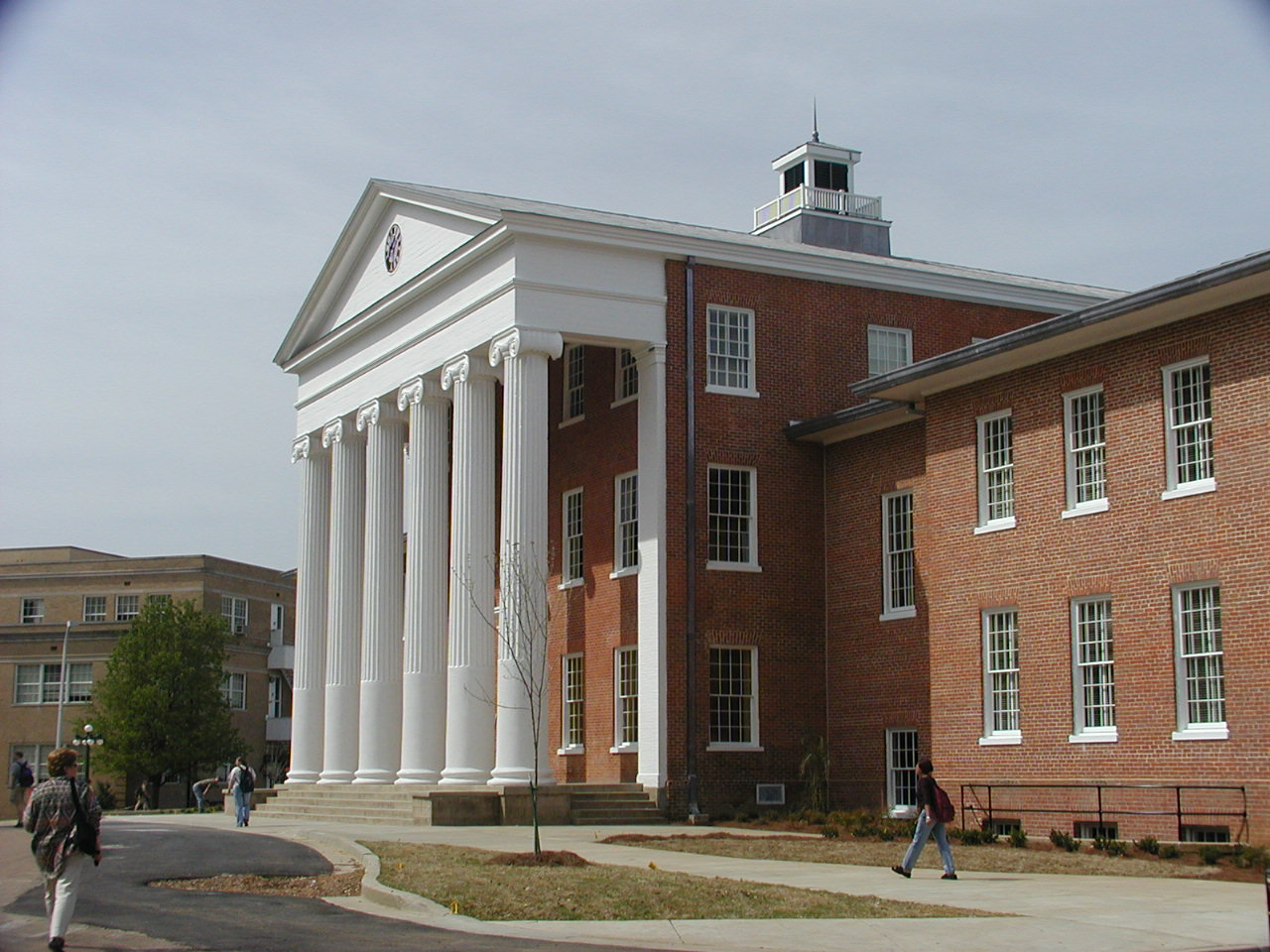
Das Lyceum Building am University Circle in Oxford.

Lyceum – The Circle Historic District ist ein Denkmalschutz-Gebiet in Oxford, Mississippi, das acht Gebäude und mehrere andere Strukturen am University Circle auf dem Campus der University of Mississippi umfasst. Die auch Ole Miss genannte Hochschule wurde als führende Einrichtung des Bundesstaates gegründet und die führenden Familien Mississippis schickten ihre Söhne und Töchter hierher zum Studieren.
Der Distrikt ist historisch bedeutend durch seine Verbindung mit der Bürgerrechtsbewegung der 1960er Jahre, die von Afroamerikanern angeführt wurde und durch die wachsende Rolle, die die Bundesregierung in Richtung auf eine Änderung einnahm. In Mississippi gab es sowohl offiziellen als auch privaten Widerstand gegen die durch die Gerichtsbarkeit angeordnete Aufhebung der Rassentrennung an  der Universität im Herbst 1962. Die Konfrontation beider Seiten führte zum Eingreifen der US-Bundesregierung, um die Sicherheit der Bürger zu gewährleisten. Ole Miss wurde durch die Einschreibung von James Meredith am 1. Oktober 1962 integriert, was Unruhen auslöste. Er wurde am 7. Oktober 2008 zu einer National Historic Landmark erklärt (wobei die Bekanntmachung erst am 14. Oktober erfolgte).

## Objekte des Bezirks
In der Mitte des Universitätsgeländes der Ole Miss gelegen umfasst der geschützte historische Bezirk acht akademische Gebäude am University Circle, der ein allgemein The Circle genanntes Gebiet umschließt. Diese acht Bauwerke sind das Lyceum Building, das Old Chemistry Building, das Croft Institute for International Studies und die Studentenwohnheime Carrier, Shoemaker, Ventress, Bryant und Peabody. Der Distrikt umfasst auch den Flaggenmast in der Mitte des Circles, das Confederate Monument und den University Circle selbst.
Das Lyceum Building war in den Anfangstagen der Universität das einzige akademisch genutzte Bauwerk und beinhaltete einen Hörsaal, mehrere Klassenräume, Büros der Fakultäten, ein geologisches Museum und die Bücherei. Heute befindet sich darin die Universitätsverwaltung. Das 1848 erbaute Gebäude ist das älteste Bauwerk auf dem Campus.
The Circle wird vom University Circle umrundet, einer Einbahnstraße. Die Grünfläche ist von Bäumen und Rasen bewachsen. Ein metallener Flaggenmast steht im Zentrum der Grünfläche und dient als Ausgangspunkt für die verschiedenen Gehwege, welche die Grünfläche durchziehen. Seit der Mitte des 19. Jahrhunderts war der Circle Mittelpunkt des historischen Kerns des Universitätsgeländes der Ole Miss.
Der Flagpole (deutsch Flaggenmast) steht seit 1962 in der Mitte des Circles. Das Ziegelsteinfundament wurde im Jahr 2000 hinzugefügt. Während der Unruhen erkletterte ein ehemaliger Footballspieler der Universitätsmannschaft den Mast, um die Aufmerksamkeit der Randalierer zu erwecken und sie zu überzeugen, nach Hause zu gehen.
Seit 1906 steht das Confederate Monument mit einer Plastik, das an ein Schloss erinnert und die Inschrift „To Our Confederate Dead, 1861–1865, Albert Sidney Johnston Chapter 379 U.D.C.“ enthält und der Figur eines mit einem Gewehr bewaffneten konföderierten Soldaten, der in die Ferne sieht.
Der University Circle ist ein rund 17 m breiter Kreisverkehr mit Ausfahrten zwischen dem Y-Gebäude und Bryant Hall und auf beiden Seiten des Lyceums, der Zugang zu den anderen Bereichen des Universitätsgeländes gewährt.
Das Old Chemistry Building wurde 1923 erbaut. Während der Unruhen am 30. September 1962 drangen Studenten in das Gebäude ein, bauten Molotow-Cocktails und warfen sie auf zivile Fahrzeuge und Fahrzeuge der Bundesbehörden, die um den Circle geparkt waren.
Die Carrier Hall war eines von mehreren Gebäuden, das die Studenten nach Material durchsuchten, um es bei den Unruhen zu verwenden. Von dem zweistöckigen Haupttrakt durch zwei überdachte Passagen verbunden ist ein rückwärtiger Bau, der ebenfalls zweistöckig, aber etwas schmaler als der Hauptbau ist.
Die vierstöckige Shoemaker Hall war zum Zeitpunkt der Unruhen 1962 im Bau. Die Studenten verwendeten Ziegelsteine, Eisenrohre und eine Planierraupe, um die Bundesbeamten anzugreifen. Eines der beiden Opfer der Unruhen starb hier.
Die zweistöckige Ventress Hall wurde 1889 erbaut und ist auf einem weitverbreiteten Foto von James Meredith von der Eröffnungsparade des Semesters am 18. August 1963 zu sehen.
Das Croft Institute for International Studies, zu Zeiten der Aufhebung der Rassentrennung als „Y-Gebäude“ und noch früher als Old Chapel bekannt, gab vielen Personen Zuflucht, die 1962 vor Tränengas und dem allgemeinen Durcheinander flohen. Viele verfolgten in dem Gebäude die im Fernsehen übertragene Rede von Präsident John F. Kennedy über die Aufhebung der Rassentrennung an der Ole Miss.
Von 1911 bis 1952 war Bryant Hall Heimat der Universitätsbibliothek und beherbergt seitdem das Fine Arts Center. Während der Unruhen spielte sich ein Großteil der Straßenschlachten vor dem Gebäude ab.
Während der Unruhen war Peabody Hall ein sicherer Ort vor Tränengas. Als das Fakultätsmitglied Russel Barrett innerhalb des Gebäudes abgeschnitten war, dokumentierte er die Unruhen.